# Google Desktop
Google Desktop est un moteur de recherche de bureau qui était distribué gratuitement par Google entre 2004 et 2011. Il permet à l'utilisateur de rechercher dans son ordinateur personnel des courriels, des fichiers, de la musique, de la vidéo, et des pages web. Google Desktop fonctionne sur les systèmes d'exploitation Windows.
Google Desktop Enterprise Edition est une version destinée aux collectivités. Elle offre les mêmes fonctionnalités que la version standard, et peut être utilisée pour effectuer des recherches à travers le réseau d'une entreprise,.
En 2011, Google abandonne Google Desktop, après avoir constaté que des outils similaires à Google Desktop sont incorporés dans la plupart des systèmes d'exploitation contemporains, et que la tendance est à se servir de plus en plus d'applications web et d'outils d'informatique en nuage.

## Fonctionnalités
Google Desktop permet à l'utilisateur de rechercher dans son ordinateur des couriels provenant de Microsoft Outlook, Microsoft Outlook Express, Mozilla Thunderbird, Mozilla Mail, Netscape Mail ou Gmail ainsi que des fichiers texte, des documents de Microsoft Office ou Adobe Acrobat, et des pages web. Google Desktop permet de rechercher des images aux formats JPEG, GIF, PNG ou BMP et des enregistrements audio au format WAV, MP3 ou AAC. Il permet de rechercher dans les métadonnées des fichiers d'images, de vidéo et d'audio. Il permet également de rechercher dans des messages instantanés provenant de MSN Messenger, AOL Messenger, Yahoo Messenger ou ICQ, ainsi que dans des fichiers d'archive ZIP.
La recherche élémentaire se fait sur la base du nom du fichier. La recherche approfondie de Google Desktop se fait sur la base du contenu des fichiers, des courriers électroniques et des pages web.
Effectuer des recherches avec Google Desktop est semblable à ce qui se fait avec le moteur de recherche Internet de Google. Lorsque Google Desktop est opérationnel, un lien Desktop est affiché au sommet de la page du moteur de recherche Internet, ce qui permet de rechercher dans son ordinateur personnel,. Une icône située en bas à droite de l'écran indique que Google Desktop est opérationnel. À partir de cette icône il est possible de lancer une opération de recherche, ou de démarrer / arrêter la maintenance de l'index. 
Lorsqu'une demande de recherche est faite au moteur Google.com, Google Desktop intercepte cette demande, effectue la recherche sur l'ordinateur, puis consolide les résultats en les ajoutant à ceux qui sont obtenus par le moteur Google.com. 
Google Desktop comporte également des widgets qui permettent de consulter les courriels sur Gmail, lire des nouvelles provenant de médias comme Forbes, Reuters, BusinessWeek, PC World ou ZDNet, ainsi que prendre des notes.
La première fois qu'il est utilisé, Google Desktop construit un index du contenu de l'ordinateur pendant que celui-ci est inactif. Cet index est destiné à aider Google Desktop à trouver les réponses aux demandes de recherche. L'index de recherche est retravaillé lorsque l'ordinateur est inactif pendant plus de 30 secondes. Google Desktop parcourt alors le contenu des disques durs; une opération qui peut prendre entre 15 minutes et plusieurs heures selon la quantité de fichiers, la vitesse et la disponibilité de l'ordinateur.
Considéré comme gourmand en ressources, Google Desktop peut nécessiter entre 1 et 5 Go d'espace disque, principalement pour son index.